# Bela Auer
Bela Auer (Zagreb, 3. listopada 1899. – Zagreb, 1. svibnja 1975.), hrvatski arhitekt.

## Životopis
Bela Auer rođen je na samom kraju 19. stoljeća u bogatoj građanskoj obitelji, roditeljima Ferdinandu i Ameliji Auer. Braća su mu bili secesijski slikar Robert Auer, te Koloman Auer, koji je od oca naslijedio tiskaru u kojoj su bile tiskane prve zagrebačke razglednice. Bela je studirao u Beču, a radio kod Ignjata Fischera (1923. – 1930.). Izvodi stambene zgrade u Zagrebu, obiteljske kuće, te socijalno-zdravstvene ustanove, industrijske i tipske stambene zgrade. Bavio se i unutarnjim uređenjem prostora. Pod utjecajem Adolfa Loosa zastupa moderna arhitektonska načela.

## Djela
- Stambene zgrade:
  - Jurišićeva 30, Zagreb
  - Preradovićeva 5, Zagreb
- Obiteljske kuće:
  - Rokova 13, Zagreb
  - Goljak 23, Zagreb
- Zgrada Okružnog ureda za osiguranje radnika, Osijek
- Zgrada Okružnog ureda za osiguranje radnika, Dubrovnik-1938.g., sada Doma zdravlja Dubrovnik

(Zgrada je zbog iznimne arhitekture zaštićena kao "kulturno dobro RH")

## Vanjske poveznice
- Auer, Bela Hrvatska tehnička enciklopedija, portal hrvatske tehničke baštine. LZMK